# Reitman v. Mulkey
Dans l'arrêt Reitman v. Mulkey (387 U.S. 369, 1967), la Cour suprême des États-Unis soutient qu'un amendement constitutionnel à la Constitution de Californie violait le XIVe amendement interdisant la discrimination raciale. 
Cet arrêt est considéré comme ayant établi le précédent selon lequel toute disposition constitutionnelle d'un État, même prise à l'issue d'un référendum d'initiative populaire, serait anti-constitutionnelle si elle violait le XIVe amendement.

## Disposition litigieuse
À la suite d'un référendum d'initiative populaire (Proposition 14 (en)), l'art. I, § 26, fut ajouté à la Constitution californienne. Il disposait que l'État californien, ou une agence gouvernementale, ne pouvait en aucun cas empêcher le propriétaire d'un bien immobilier (real property), ayant décidé de vendre, prêter ou louer celui-ci, de refuser de vendre, prêter ou louer celui-ci à des individus déterminés.
La famille Mulkey déposa plainte contre le propriétaire Reitman, en accusant celui-ci d'avoir refusé de leur louer un bien pour une simple raison d'« appartenance raciale ».

## Arrêt de la Cour suprême de Californie
La Cour suprême de Californie jugea en 1966 que cet amendement empêchant une interférence de l'État concernant la propriété privée constituait un encouragement à la discrimination raciale. Elle considérait notamment que l'amendement contredisait frontalement le Rumford Fair Housing Act de 1963 qui interdisait aux propriétaires de vendre ou de louer leurs biens à certains individus pour des motifs ethniques, raciaux, de genre, etc. Le rapporteur de cette loi était William Byron Rumford, premier Afro-Américain à servir dans la législature de l'État.
Étant donné la politique législative adoptée à l'époque par la Californie, dont le Rumfold Fair Housing Act n'était que l'une des dernières pièces à un édifice inauguré par le Unruh Civil Rights Act (en) de 1959 (section 51 du Code civil de Californie (en)), l'amendement constitutionnel conduisait à contredire cette politique et, selon la Cour suprême, faisait de l'État californien lui-même une partie prenante à la discrimination raciale, en encourageant le développement de celle-ci dans le secteur privé. Dès lors, le XIVe amendement pouvait être invoqué à l'encontre de cet amendement.

## Arrêt de la Cour suprême fédérale
Ce jugement fut suivi par la Cour suprême des États-Unis par 5 voix contre 4. Byron White rédigea l'opinion majoritaire, souscrite par le Chief Justice Earl Warren, William J. Brennan, Jr., Abe Fortas et William O. Douglas. Celle-ci affirmait notamment:
« Ici nous avons affaire à une disposition qui ne se limite pas à abroger une loi existante interdisant les discriminations raciales privées. La section 26 [disposition en litige] a été conçue de façon à autoriser, et autorise effectivement, la discrimination raciale dans le marché de l'immobilier. Le droit à discriminer est désormais l'une des politiques fondamentales de l'État. »
Dès lors, cette section 26 est anti-constitutionnelle, continue la Cour, la Cour suprême de Californie ayant jugé à juste titre que l'État ne pouvait s'engager lui-même dans une discrimination raciale.
John M. Harlan II rédigea une opinion dissidente, à laquelle se joignirent Hugo Black, Tom C. Clark et Potter Stewart.